# Verbandsgemeinde Daaden

Lage der Verbandsgemeinde Daaden im Landkreis Altenkirchen (Westerwald)

Die Verbandsgemeinde Daaden war eine Gebietskörperschaft im Landkreis Altenkirchen (Westerwald) in Rheinland-Pfalz. Der Verbandsgemeinde gehörten neun eigenständige Ortsgemeinden an, der Verwaltungssitz war in der namensgebenden Gemeinde Daaden. Zum 1. Juli 2014 wurde in die Verbandsgemeinde Daaden die bislang verbandsfreie Stadt Herdorf eingegliedert und in Verbandsgemeinde Daaden-Herdorf (bis 31. Dezember 2016 vorläufig Verbandsgemeinde Herdorf-Daaden) umbenannt.

## Verbandsangehörige Gemeinden
| Ortsgemeinde            | Fläche (km²) | Einwohner\|- |
| ----------------------- | ------------ | ------------ |
| Daaden                  | 19,56        | 4.255        |
| Derschen                | 7,10         | 1.003        |
| Emmerzhausen            | 7,07         | 674          |
| Friedewald              | 7,10         | 1.105        |
| Mauden                  | 1,74         | 101          |
| Niederdreisbach         | 4,16         | 917          |
| Nisterberg              | 4,54         | 351          |
| Schutzbach              | 1,26         | 376          |
| Weitefeld               | 8,49         | 2.313        |
| Verbandsgemeinde Daaden | 61,02        | 11.095       |

(Einwohner am 30. Juni 2014)

## Geschichte
Die Verbandsgemeinde ist 1968 im Zuge der rheinland-pfälzischen Gebietsreform aus dem früheren Amt Daaden hervorgegangen.
Am 13. Dezember 2013 beschloss der Landtag von Rheinland-Pfalz gegen den Willen der beiden betroffenen kommunalen Gebietskörperschaften, durch das „Landesgesetz über die Eingliederung der verbandsfreien Stadt Herdorf in die Verbandsgemeinde Daaden“ ab 1. Juli 2014 eine weitere Gemeinde in die Verbandsgemeinde zu integrieren. Im Zuge dieser Erweiterung wurde die Verbandsgemeinde in „Verbandsgemeinde Herdorf-Daaden“ umbenannt. Sowohl die Stadt Herdorf als auch die Verbandsgemeinde Daaden haben gegen das Landesgesetz Kommunalverfassungsbeschwerde erhoben.

## Bevölkerungsentwicklung
Die Entwicklung der Einwohnerzahl bezogen auf das Gebiet der Verbandsgemeinde Daaden zum Zeitpunkt ihrer Auflösung; die Werte von 1871 bis 1987 beruhen auf Volkszählungen:
| Jahr | Einwohner |
| 1815 | 2.963     |
| 1835 | 3.891     |
| 1871 | 4.754     |
| 1905 | 6.672     |
| 1939 | 7.613     |
| 1950 | 8.670     |

| Jahr | Einwohner |
| 1961 | 10.465    |
| 1970 | 11.197    |
| 1987 | 11.219    |
| 1997 | 12.222    |
| 2005 | 12.206    |
| 2014 | 11.095    |

## Politik

### Verbandsgemeinderat
Der Verbandsgemeinderat Daaden bestand aus 28 ehrenamtlichen Ratsmitgliedern, die zuletzt bei der Kommunalwahl am 7. Juni 2009 in einer personalisierten Verhältniswahl gewählt wurden, und dem hauptamtlichen Bürgermeister als Vorsitzendem.
Die Sitzverteilung im Verbandsgemeinderat:
| Wahl | SPD | CDU | FDP | FWG | Gesamt   |
| ---- | --- | --- | --- | --- | -------- |
| 2009 | 10  | 7   | 5   | 6   | 28 Sitze |
| 2004 | 9   | 9   | 4   | 6   | 28 Sitze |

### Bürgermeister
Am 30. Mai 2010 wurde zum dritten Mal in Folge Wolfgang Schneider für weitere acht Jahre zum Bürgermeister gewählt. Damit wurde er der am längsten amtierende Bürgermeister der Verbandsgemeinde. Er ist auch erster Bürgermeister der Verbandsgemeinde Herdorf-Daaden.

### Wahlkreise
Bei Landtagswahlen gehörten die der Verbandsgemeinde Daaden angehörenden Gemeinden zum Wahlkreis 1: Betzdorf/Kirchen (Sieg), bei Bundestagswahlen zum Wahlkreis 198: Neuwied.

### Kommunalpartnerschaft
Die Verbandsgemeinde Daaden war seit 1987 mit der französischen Stadt Fontenay-le-Fleury freundschaftlich verbunden.